# Невиграшна ситуація
Невиграшна ситуація (ситуація без виграшів) — ситуація, в якій жодна зі сторін не може здобути перемогу (або будь-яку іншу перевагу), часто обидві або всі сторони, які беруть участь у конфлікті, програють або зазнають тих чи інших втрат.
Як правило, ця ситуація виникає через:
- непередбачувану та нездоланну зміну обставин вже після того, як було прийнято рішення;
- цугцванг, як у шахах, коли гравець опиниться в гіршому положенні незалежно від того, який він зробить наступний крок;
- ситуації, коли можливості виграшу відсутні взагалі (наприклад, пастка-22);
- невірну оцінку ситуації;
- найкращий вибір для одного із гравців призводить до субоптимального результату для решти гравців (наприклад, Дилема в'язня).

Деякі когнітивні та емоційні упередження такі як жадоба і страх — є причинами того, що люди потрапляють у невиграшні ситуації, яких можна було б уникнути.
Карл фон Клаузевіц радив ніколи не починати війну, яку ще не виграно, що характеризує війну, як невиграшну справу. Прикладом такої ситуації є Піррова перемога, в якій воєнна перемога дається занадто високою ціною, аби вважатись справжньою «перемогою». Дивлячись на перемогу такою ціною, як на частину більшої картини, ситуація може бути невиграшною або навіть перемогою для сторони, що зазнала поразки.
В літературі невиграшні ситуації зустрічаються, зокрема, в Стар Трек, коли кадету пропонується пройти тест, під час якого він виступає як капітан човна, який отримує сигнал SOS з союзницького човна, який знаходиться на ворожій території. Якщо кадет приймає рішення зігнорувати сигнал, союзницький човен буде атаковано і весь екіпаж загине. В іншому випадку, якщо кадет приймає рішення врятувати екіпаж, тоді з'ясовується, що цей сигнал був пасткою, і човен кадета атакується переважливою кількістю ворожих човнів.
Також безвихідні ситуації часто зустрічаються у фольклорних оповіданнях, казках. Так Ілля Муромець, опинившись на перехресті, постав перед вибором: «наліво підеш — коня втратиш, направо підеш — себе загубиш, прямо підеш — смерть знайдеш».